# Cirò (Kalabrien)
Cirò ist eine italienische Gemeinde in der Provinz Crotone in der Region Kalabrien mit 2444 Einwohnern (Stand 31. Dezember 2023).
Sie liegt 41 km nördlich von Crotone und 120 km östlich von Cosenza.

## Geographie
Der Ort liegt im Hinterland der Küste des Ionischen Meeres am Berg Cirò (351 m über dem Meeresspiegel) auf einem Bergrücken des Hinterlandes. Das Gemeindegebiet erstreckt sich von der Küste über die Ebene von Alice bis in die hügeligen Ausläufer der Sila Grande.
Zu Cirò gehören die Ortsteile Capella, Cappelleri, Casale Attiva und Toscano. Der wesentlich größere Küstenort Cirò Marina wurde 1952 ausgemeindet.
Die Nachbarorte sind Carfizzi, Cirò Marina, Crucoli, Melissa und Umbriatico.

### Verkehr
Der Ortskern liegt sechs Kilometer von der Strada Statale 106 Jonica, die von Reggio Calabria nach Tarent führt, entfernt.
Der nächste Bahnhof befindet sich in sechs Kilometer Entfernung in Cirò Marina an der Bahnstrecke Tarent–Reggio di Calabria.

## Geschichte
Keramikfunde und eine sehr alte Nekropole lassen auf eine Besiedlung seit der Eisenzeit schließen.
In der Antike hieß die Stadt Krimisa (altgriechisch Κρίμισα) bzw. Crimisa. Den gleichen Namen trug die Landzunge bei Cirò Marina (Crimisa Promontorium).

## Bevölkerungsentwicklung
| Jahr      | 1861 | 1881 | 1901 | 1921 | 1936 | 1951 | 1971 | 1991 | 2001 | 2011 |
| --------- | ---- | ---- | ---- | ---- | ---- | ---- | ---- | ---- | ---- | ---- |
| Einwohner | 3718 | 4076 | 4281 | 4341 | 4690 | 5335 | 5204 | 5264 | 3614 | 3125 |

Quelle: ISTAT

## Sehenswürdigkeiten
Das Stadtbild wird durch das Castello Carafa geprägt, einer Festungsanlage aus dem späten fünfzehnten Jahrhundert.

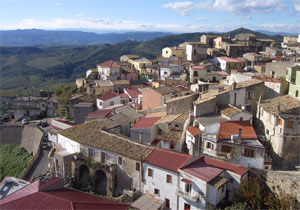
Cirò
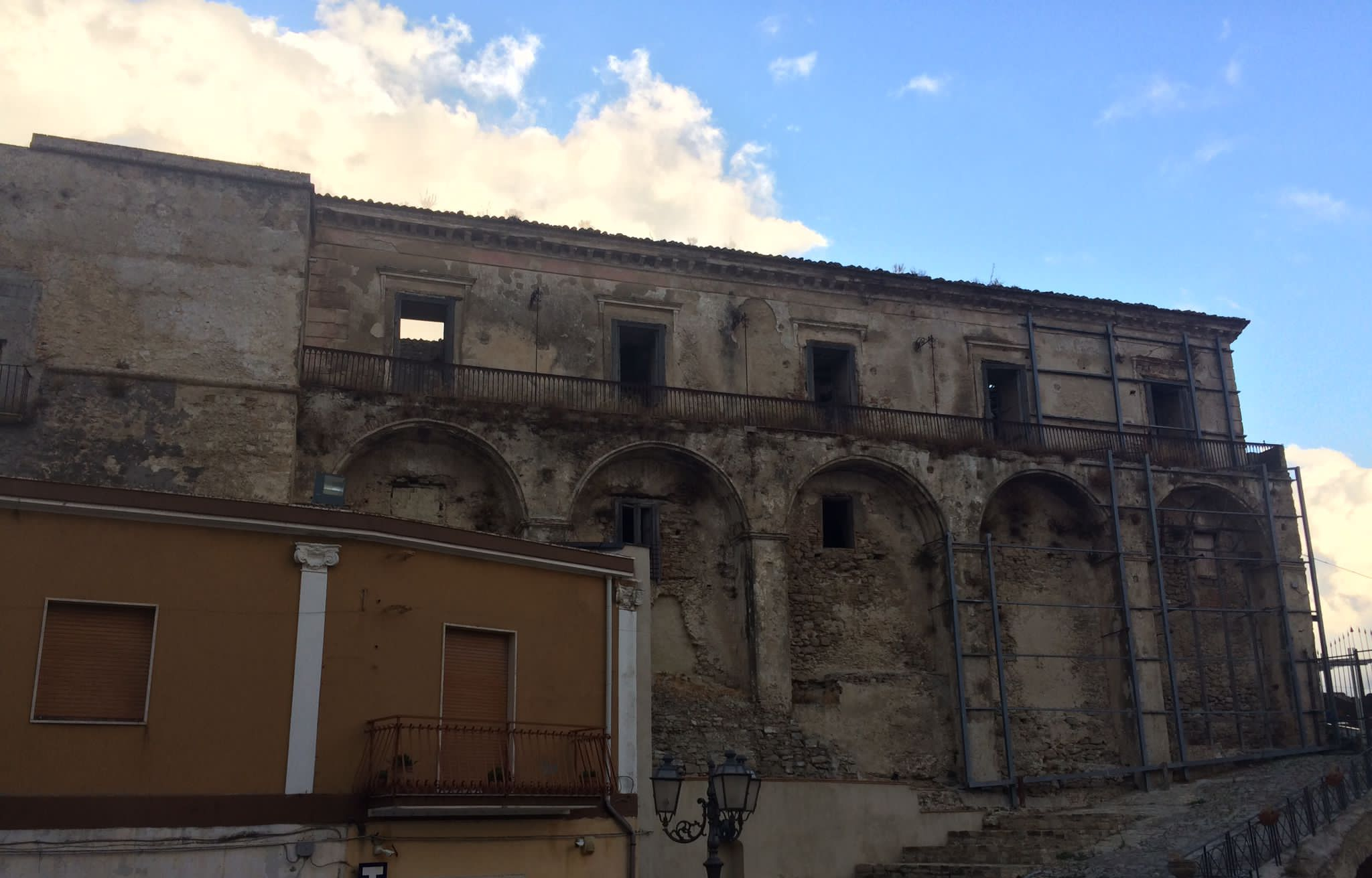
Castello di Carafa
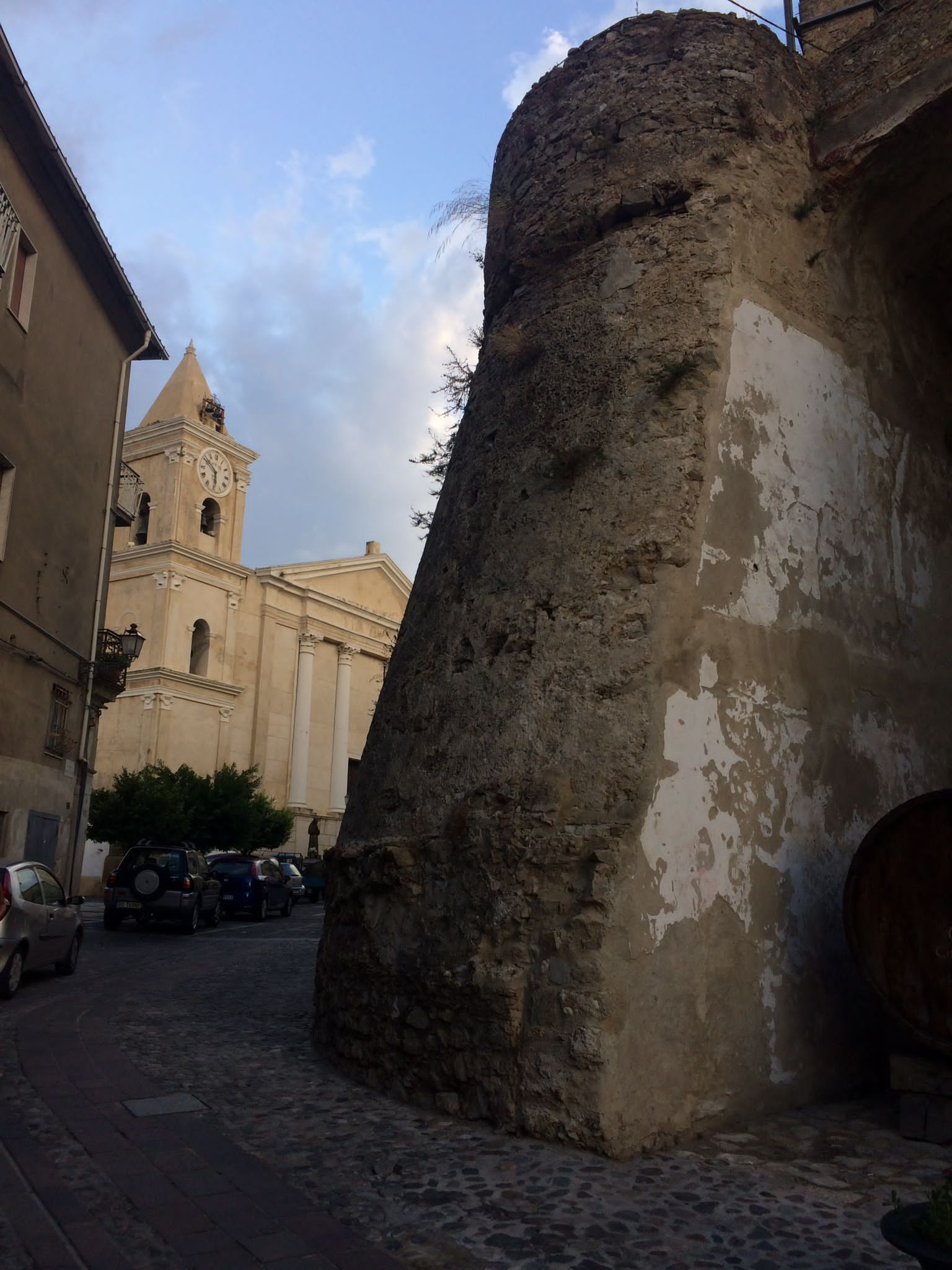
Kirche Santa Maria de Plateis
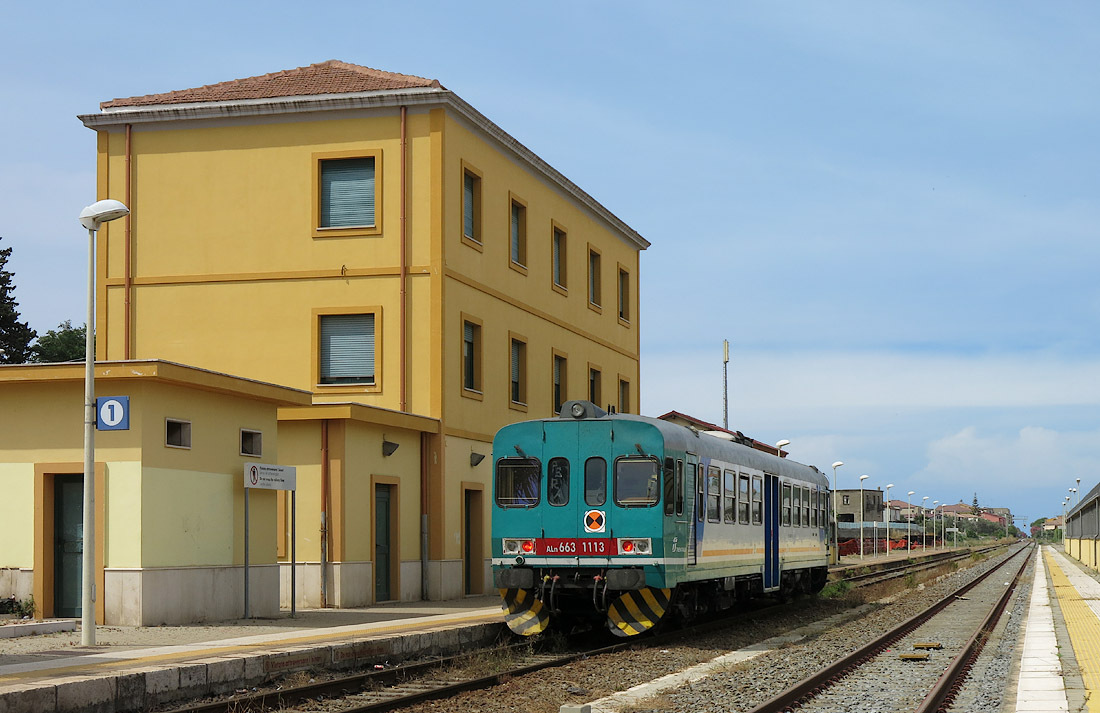
Bahnhof

## Kulinarische Spezialitäten
Der Ortsname Cirò gab auch dem den Ort umgebenden DOC-Weinanbaugebiet seinen Namen, in dem der gleichnamige Wein hergestellt wird. In diesem Anbaugebiet werden sowohl Rot-, Weiß- als auch Roséweine angebaut (Cirò Rosso, Cirò Bianco und Cirò Rosato). Die Trauben der Sorte Gaglioppo sind Hauptbestandteil des Rotweins. Für den Cirò Bianco wird im Wesentlichen Greco Bianco und Trebbiano verwendet. Der Rosato hat Anteile aller drei Sorten.

## Persönlichkeiten
- Luigi Lilio (≈1510–1576), Mediziner, Astronom und Philosoph, Ersteller des gregorianischen Kalenders.
- Giovan Francesco Pugliese (1789–1855), Historiker und Jurist
- Domenico Siciliani (1879–1938), General und Gouverneure der Cyrenaica im von Italien besetzten Libyen
- Luigi Siciliani (1881–1925), Politiker im Kabinett Mussolini
- Giuseppe Scigliano (* 1951), Schriftsteller
- Mario Fortunato (* 1958), Journalist und Schriftsteller